# Celles-sur-Ource
 Celles-sur-Ource  es una población y comuna francesa, en la región de Champaña-Ardenas, departamento de Aube, en el distrito de Troyes y cantón de Mussy-sur-Seine.

## Demografía
| 494 | 525 | 531 | 505 | 485 | 455 |
| Para los censos de 1962 a 1999 la población legal corresponde a la población sin duplicidades (Fuente: INSEE [Consultar]) |     |     |     |     |     |